# 2nd South Carolina String Band
La 2nd South Carolina String Band (Segunda banda de cuerdas de Carolina del Sur) es una banda de recreadores de música popular estadounidense del periodo de 1820 a 1860. La banda reclama "representar la música de la Guerra de Secesión de la manera más autentica posible... tal y como la escuchaban los soldados durante la guerra.
Según la página oficial del grupo, la banda se formó en agosto de 1989. Los miembros fundadores, Joe Ewers, Fred Ewers, John Frayler, Dave Gross y Bob Beeman, eran aficionados los cuales tocaban una gran variedad de instrumentos del siglo XIX. Estos instrumentos eran el banyo, los huesos, el tambor, el violin y la pandereta. Hoy en día, el grupo cuenta con siete miembros, incluyendo instrumentos como el pífano, la flauta y flauta irlandesa.

La banda a sacado seis álbumes a través de la discografía Palmetto Productions (Producciones Palmera). El documentalista Ken Burns ha usado su música en sus películas Mark Twain y Jazz. El grupo ha aparecido en la película Dioses y Generales, dirigida por Ronald F. Maxwell, y su música aparece en la banda sonora. En noviembre de 2004, el grupo recibió el premio Stephen Collins Foster, por su preservación de la música estadounidense del siglo XIX. Los miembros actuales de la agrupación son Joe Ewers (banjo), Fred Ewers (violín), Bob Beeman (pandereta y huesos), Mike Paul (violín), Joe Whitney (flauta) y Tom DiGiuseppe (banjo).

Los miembros pasados fueron Marty Grody (pífano, silbato de hojalata), John Frailer (tambor militar) y Greg Hernandez (pífano).
La banda se encuentra actualmente retirada
- The Monmouth tapes (1991)
- Southern Soldier (1997)
- Hard Road (2001, the best of We're Tenting Tonight (1991) and We are a Band of Brothers (1993))
- In High Cotton (2002)
- Dulcem Melodies (2006)
- Lightning in a Jar [En vivo] (2008)
- Strike the Tent! (2008)
- Ain't Dead Yet! (2017)

## Vídeos
- Las cintas de Monmouth (1991)
- Lejos, lejos de casa (2000)

1. 1 2 3  Página oficial de la Second South Carolina String Band
2. ↑  Dvd del 2002 Lejos, lejos de casa.
3. ↑  Podcast sobre la guerra de secesión https://www.youtube.com/watch?v=8s-nwHY4UKE&ab_channel=EmergingCivilWar